# Иванова, Нина Александровна
Нина Александровна Иванова (27 декабря 1919, Саратов — 27 декабря 1974, Ленинград) — советская художница, живописец, член Ленинградского Союза художников.

## Биография
Иванова Нина Александровна родилась 27 декабря 1919 года в Саратове. Училась в Саратовском художественном училище (1934—1938). По его окончании в 1938 поступила на живописный факультет Ленинградского института живописи, скульптуры и архитектуры Всероссийской Академии художеств. Занималась у С. Л. Абугова, Г. В. Павловского, А. А. Осмёркина. В 1947 году окончила институт по мастерской А. А. Осмёркина с присвоением звания художника живописи. Дипломная работа — картина «Артист Черкасов на репетиции в роли Дон Кихота» (находится в Музее Академии художеств в Петербурге).
Участвовала в выставках с 1948 года, экспонируя свои работы вместе с произведениями ведущих мастеров изобразительного искусства Ленинграда. Писала портреты, жанровые и тематические картины, натюрморты. Член Ленинградского Союза художников с 1949 года. Автор картин «Флоксы» (1950), «Портрет М. В. Фрунзе», «Портрет Героя Социалистического Труда В. Г. Грабина», «Портрет стахановки-новатора фабрики „Веретено“ Васильевой» (все 1951), «Портрет метростроевца П. Г. Семенкова» (1952), «Флоксы» (1956), «Гранаты», «Колокольчики. Натюрморт» (обе 1958), «Портрет художника Н. Е. Тимкова», «Портрет Н. Стрельцова, бригадира судосборщиков Балтийского завода» (обе 1959), «Портрет заслуженного артиста Эстонской ССР В. Ротосени» (1960), «Портрет плавильщика завода „Красный выборжец“ П. Корнетова» (1961), «Вечер. Натюрморт» (1964), «Натюрморт с плащ-палаткой» (1970), «Портрет студентки Е. И. Быстровой» (1971), "Портрет В. Ф. Крупниковой, прядильщицы фабрики «Веретено» (1972) и других.
Скончалась 27 декабря 1974 года в Ленинграде.
Произведения Н. А. Ивановой находятся в музеях и частных собраниях в России и за рубежом.